# The Complex – Das Böse in Dir
The Complex – Das Böse in Dir (japanisch クロユリ団地 Kuroyuri danchi) ist ein japanischer Horrorfilm von Hideo Nakata aus dem Jahr 2013. Die Hauptrollen sind mit Atsuko Maeda als Asuka und Hiroki Narimiya als Sasahara besetzt.

## Handlung
Die Oberschülerin Asuka zieht mit ihrer Familie in einen Wohnkomplex. Als sie in der Schule davon berichtet, erzählen ihre Mitschülerinnen, dass es in dem Gebäudekomplex spuken soll. Nach der Schule trifft sie auf dem Spielplatz des Komplexes einen kleinen Jungen, der Sandbälle formt. Er stellt sich als Minoru vor und teilt Asuka mit, dass sein Großvater in der Wohnung gegenüber von Asuka wohne. Aus dieser Wohnung hört Asuka seltsame Kratzgeräusche.
Da Asuka von dem Klingeln des Weckers, welches aus der Nachbarwohnung zu kommen scheint, schlecht schlafen kann und Alpträume aus ihrer Vergangenheit hat, betritt sie eines Tages nach der Schule die Wohnung ihres Nachbarn Shinozaki, da die Wohnungstür nicht verschlossen ist. In der Wohnung funktioniert das Licht nicht, weshalb Asuka ihre Umgebung mit ihrem Handy beleuchten muss. Dort entdeckt sie die Leiche des Nachbarn Shinozaki, dessen Hand in der Kratzposition an der Wand verharrt und die Polizei wird verständigt. Asuka hat nach diesem Erlebnis Probleme einzuschlafen und hört Geräusche aus der Nachbarwohnung, obwohl dort nun niemand mehr lebt. Sie verlässt die Wohnung und schaut durch den Türschlitz der Nachbarwohnung, wo sie einen sich bewegenden Schatten erkennen kann. Als sie ihrer Familie am nächsten Morgen davon berichtet, glaubt diese ihr kein Wort.
Es wird eine Reinigungsfirma in die Wohnung von Shinozaki bestellt, bei der Sasahara angestellt ist. Er führt ein Gespräch mit Asuka über die unterschiedlichen Zeitspannen, in denen sich die Lebenden und die Toten bewegen: Während für die Lebenden die Zeit voranschreitet, bleibt die Zeit für die Toten stehen. Außerdem sei er bereits in Kontakt mit Übernatürlichem getreten. Als es am Abend an der Tür klingelt, öffnet Asuka und steht dem Polizisten gegenüber, welcher ihr mitteilt, dass Shinozaki vor drei Tagen eines natürlichen Todes gestorben sei. Wäre er früher entdeckt worden, so wäre er wahrscheinlich noch am Leben. Nachdem sich der Polizist verabschiedet hat, klopft es erneut an der Tür. Es ist Minoru, der mit Asuka spielen möchte und die beiden gehen auf den Spielplatz vor dem Komplex. Die beiden freunden sich an.
Seit Asuka von den Hintergründen des Todes von Shinozaki weiß, sieht sie seine Gestalt und hört seine Stimme, die ihr mitteilt, dass sie sterben wird. Als Asuka in ihre Wohnung zurückkehrt, stellt sie fest, dass sie alleine ist. Sie gerät in Panik, als sie wieder Visionen von Shinozaki hat und ruft Sasahara an. Währenddessen erfährt Sasahara von Asukas Adoptiveltern, dass Asukas leibliche Eltern und ihr Bruder vor einem Jahr gestorben sind und Asuka sich die Schuld daran gibt.
Um Asuka zu helfen, lädt Sasahara eine gute Freundin, Sanae, ein. Diese kommuniziert mit Shinozakis Geist, welcher entgegen Asukas Annahme dankbar dafür ist, dass sie seine Leiche gefunden hat. Seine Nachricht „dass sie bald sterben werde“ ist als eine Art Warnung vor Minoru zu betrachten. Minoru ist bereits vor 13 Jahren gestorben, als er mit seinen Freunden Verstecken gespielt hat und sich dabei in einem Müllcontainer versteckt hat. Er wurde nicht gefunden und schließlich mit dem im Container befindlichen Müll verbrannt.
Asuka ist depressiv und versucht dies zu komprimieren, indem sie mit Minoru spielt, obwohl Sasahara ihr dies verboten hat. Sasahara sucht Asuka auf und als Minoru vor der Wohnungstür steht und darauf wartet, zum Spielen von Asuka hineingebeten zu werden, manipuliert er die beiden. Er löst Visionen bei den beiden aus, die die beiden glauben lassen, dass ihre wichtigsten Personen vor der Tür stehen, was dazu führt, dass Sasahara die Tür öffnet. Sanae, die gerade dabei ist, einen Exorzismus durchzuführen, um Minorus Geist aus Asukas Verstand zu vertreiben, wird dabei von ihm getötet. Asuka schwört, im Gegenzug für Sasaharas Leben die Spielgefährtin für Minoru zu bleiben, woraufhin Minoru Sasahara auf die gleiche Weise sterben lässt, wie er selbst vor 13 Jahren gestorben ist.
Asuka wird schreiend und auf dem Boden kratzend aufgefunden und zu ihren Adoptiveltern zurückgebracht.

## Synchronisation
Die deutschsprachige Synchronisation entstand nach einem Synchronbuch von Daniel Johannes im Auftrag der Think Global Media.
| Rolle     | Darsteller         | Synchronsprecher |
| --------- | ------------------ | ---------------- |
| Asuka     | Atsuko Maeda       | Kathrin Neusser  |
| Sasahara  | Hiroki Narimiya    | Michael Baral    |
| Isao      | Masanobu Katsumura | Jan Kurbjuweit   |
| Minoru    | Sosei Tanaka       | Derya Akyol      |
| Sachiko   | Naomi Nishida      | Anja Rybiczka    |
| Sanae     | Satomi Tezuka      | Ilka Teichmüller |
| Shinozaki | Masaya Takahashi   | Eberhard Haar    |
| Miki      |                    | Josefin Hagen    |
| Ryoko     |                    | Heide Ihlenfeld  |

## Rezeption
Der Film erhielt überwiegend ausgeglichene Kritiken und erzielte bei IMDb eine durchschnittliche Bewertung von 5,1 der möglichen 10 Punkte. Das Lexikon des internationalen Films urteilt: „Hideo Nakata, Begründer des modernen ‚J-Horrors‘, recycelt elegant seine eigenen Bausteine aus der ‚Ringu‘-Saga; gleichwohl ist sein Film voller Klischees und Halbheiten und nur noch ein matter Abglanz früherer Meisterwerke“.